# Intel 4040
Der 4040 ist ein 4-Bit-Mikroprozessor von Intel und ist der Nachfolger des 4004.
Er wurde von November 1974 bis 1981 produziert. Der Prozessor ist kompatibel zu seinem Vorgänger. Der Befehlssatz wurde auf 60 Befehle erweitert, der Programmspeicher auf 8 kB verdoppelt und die Anzahl der 4-Bit-Register von 16 auf 24 erhöht. Der Stack für den Aufruf von Unterprogrammen wurde auf sieben Einträge erweitert. Als weitere Neuerung sind Interrupts möglich.

## Technische Daten
- Technik: PMOS
- Strukturbreite: 10 µm
- Anzahl Transistoren: 3000
- Taktfrequenz: 500 kHz–740 kHz
- Zyklen pro Instruktion: 8
- Anzahl Befehle: 60

Intel 4040: Funktionsblockschaltbild

- Bauform: 24 Pin Dual in-line package (DIP)